# Медведок
Медве́док — посёлок (с 1944 по 2006 годы — посёлок городского типа) в Нолинском районе Кировской области России. Административный центр Медведского сельского поселения.
Расположен на левом берегу Вятки при впадении в неё реки Кайдоло. В посёлке имеется пристань. В 4-5 км к западу (вверх по Вятке) находится мост на автодороге Киров — Вятские Поляны.

## Население
| 3410 | 3247 | 2970 |

| 1989 | 2002  | 2010  |
| ---- | ----- | ----- |
| 2615 | ↘2105 | ↘1756 |